# Essai clinique indépendant
Les essais cliniques indépendants peuvent être promus et financés par divers sponsors, notamment les sociétés pharmaceutiques, les gouvernements, les organismes de bienfaisance de la recherche, des fondations, des organisations médicales, et des groupes de volontaires, tels que les associations de patients.

## Définition
Les essais cliniques sont définis « indépendants » quand ils sont promus par des organismes scientifiques — universitaires ou sans but lucratif — et financés par des fonds publics ou de bienfaisance, des centres de recherche ou des groupes de bénévoles,. 

## Recherche pharmaceutique
À l’heure actuelle[Quand ?], la plupart des essais cliniques sur des médicaments ou des dispositifs, sont financés par des sociétés pharmaceutiques en étroite collaboration avec des chercheurs et des cliniciens universitaires. Ces études sont « product-oriented », c'est-à-dire « axées sur les produits », la question à laquelle ils cherchent de répondre est « Ce produit mérite ou non une autorisation à la vente ? », ce qui implique qu’ils visent à prouver les avantages d'un produit particulier,.
Un grand nombre de questions de recherche clinique ont peu ou pas d'intérêt d’un point de vue commercial, mais sont d'une importance pour la santé publique et pour l'amélioration des possibilités de diagnostic et de thérapie de groupes de patients plus ou moins nombreux. Ces questions cliniques se réfèrent non seulement à des médicaments et des dispositifs, mais aussi à de nouvelles interventions biomédicales, de chirurgie, de physiothérapie, de psychologie, de réhabilitation, de formation, etc. Ces questions de recherche sont «health care-oriented», c'est-à-dire axés sur la santé, la question à laquelle l’on veut répondre est «quelle est la meilleure option de traitement pour cette maladie, pour ce patient ou ce groupe de patients?» . Ces questions sont cruciales pour les patients, les professionnels de la santé, les systèmes de santé et les assurances de santé.

## Bénéfices pour la recherche
Les études cliniques indépendantes sont d'une importance clé pour améliorer l'efficacité, la sûreté et le rapport coût/bénéfice des soins de santé. Par exemple, les essais cliniques indépendants peuvent, pour une maladie donnée, enquêter  sur les risques à long terme et sur les effets secondaires  rares du traitement, en comparant les options de traitement, médicamenteux et non médicamenteux. Ils peuvent aussi évaluer les améliorations de la qualité de vie et contrôler, au fil du temps, les procédures et stratégies de réhabilitation. Investir dans l'évaluation indépendante des stratégies de traitement a un retour très favorable, sur la société en termes de réduction de l'impact des maladies, sur la productivité grâce à l’optimisation des  stratégies d’assistance sanitaire et sur  le contrôle des coûts des systèmes de santé.